# Bolzano (Belluno)
Bolzano, chiamata anche Bolzano Bellunese o Bolzano di Belluno, è una frazione di Belluno, posta a nord del capoluogo, a circa 5 km dal centro, sulla destra del Piave. È un piccolo centro abitato di circa 800 abitanti  sulla destra orografica del torrente Ardo.

## Storia
La chiesa parrocchiale risale al Trecento ed è stata intitolata ai Santi Pietro e Paolo Apostoli. Conserva un importante ciclo di affreschi dedicati a San Pietro, di attribuzione incerta. La strada al di sotto della chiesa porta al Rifugio 7º Alpini, alle pendici del Monte Schiara,  insieme alle Dolomiti, patrimonio dell'UNESCO Patrimonio dell'umanità.
Durante l'occupazione nazista dell'Alpenvorland Bolzano fu completamento distrutta e rasa al suolo da nazisti altoatesini di madrelingua tedesca.